# Reel Big Fish
Cet article possède un paronyme, voir Big Fish.
Reel Big Fish est un groupe de ska punk américain, originaire de Huntington Beach, en Californie. Il est mieux connu pour son single à succès Sell Out. Le groupe se popularise vraiment entre le milieu et la fin des années 1990 pendant la troisième vague du ska avec l'album Turn the Radio Off, certifié disque d'or. Peu après, le groupe tombe dans l'oubli pour le grand public, mais gagne du succès dans le circuit underground.

## Biographie

### Premiers succès (1992–2001)
Le groupe est formé en 1992 à Huntington Beach, en Californie. Considérant que la plupart des groupes de ska punk festif essaient d’oublier la légèreté de leur genre, Reel Big Fish, du comté d'Orange en Californie ne l’oublie pas. Mené par Aaron Barrett, beaucoup de gens les ont critiqué. À ceux qui leur reprochent leur manque d'originalité, ils répondent en sortant un hit, Everything Sucks dans It for the Money. Le groupe sort un second single, Sell Out. Ce single atteint la 57e place du Billboard, est reste 32 semaines dans les classements. Ils voulaient montrer qu’ils n’étaient pas un groupe sans intérêt, même s’ils avouent qu’ils font de la musique pour se divertir.
Après le succès de Everything Sucks, Reel Big Fish est contacté pour aller sur le label Mojo Records, qui sort Turn the Radio Off. Par la suite, ils commencent à se faire connaître de la scène ska-pop et participent à de grands festivals comme le Warped Tour ; on a aussi pu les apercevoir dans Baseketball avec Trey Parker et Matt Stone (les créateurs de South Park). Avec un mélange d’autodérision et de pochettes inspirées de groupes pop des années 1980, ils pouvaient se vanter d’avoir fait un début flamboyant sur Mojo Records. Le disque suivant, un EP intituléKeep Your Receipt, avec de nouveaux morceaux, des vidéoclips et des jeux. Le groupe rajouta des petits riffs heavy dans sa musique. Même l’équipe de Baseball, les Florida Marlins, adopta la chanson Trendy, Everybody’s Doin’ the Fish, Yeah, Yeah, Yeah comme cri de rassemblement de l’équipe. Avec leur second album sorti en 1998, Why Do they Rock So Hard?, Reel Big Fish ne semble pas avoir laissé son autodérision au vestiaire, avec des titres comme Everything Is Cool (sûrement une réponse à leur propre Everything Sucks), The kids don’t like it, Down in flames et ce qui pourrait être un hommage au deuxième chanteur du groupe, Scott's a Dork. 

### Période en major (2001–2006)

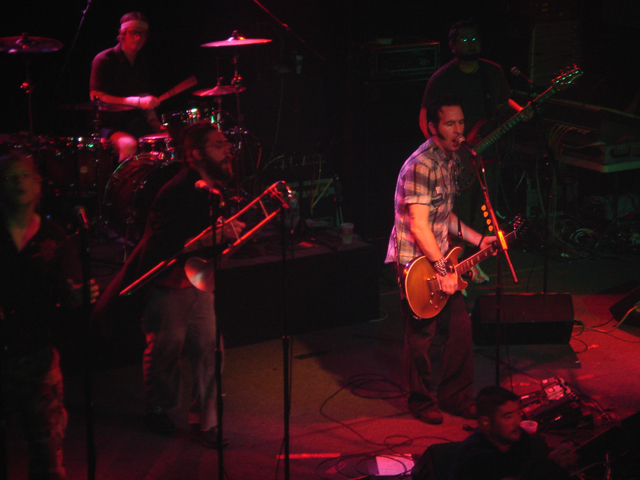
Reel Big Fish au Pipeline Cafe d'Honolulu, à Hawaï. De gauche à droite : John Christianson, Ryland Steen, Dan Regan, Aaron Barrett, et Matt Wong.

Tavis quitte le groupe en 2001. En 2002, ils publient Cheer Up!, album largement critiqué par les fans de la première heure qui n'y trouvent plus autant de chansons-gags, d'autodérision, de pantalons moulants et paillettes.
Le groupe avouera plus tard qu'il est bridé par son label, et que cela s'est ressenti sur Cheer up! ainsi que sur We're Not Happy Til you're not Happy, qui se situe dans la lignée de Cheer Up!. En revanche, si l'« esprit » est moins perceptible, c'est le soin apporté à la qualité des compositions qui est mis en avant, ainsi que le son qui est remarquablement travaillé. Sur ces albums figurent également des titres bien connus comme Good Thing, Where Have You Been, A Little Doubt Goes a Long Way pour Cheer Up et Don't Start a Band, The Bad Guy et Last Show pour We're Not Happy 'til You're Not Happy. Leur album live, Our Live Album Is Better than Your Live Album, publié en 2006, se démarque de par la qualité de la prestation ainsi que celle de l'enregistrement. Tout est parfaitement en harmonie pour donner un album de haut niveau. Le tout agrémenté de quelques blagues et autres improvisations qui le rend d'autant plus subtil.

### Période rock indépendant (depuis 2007)

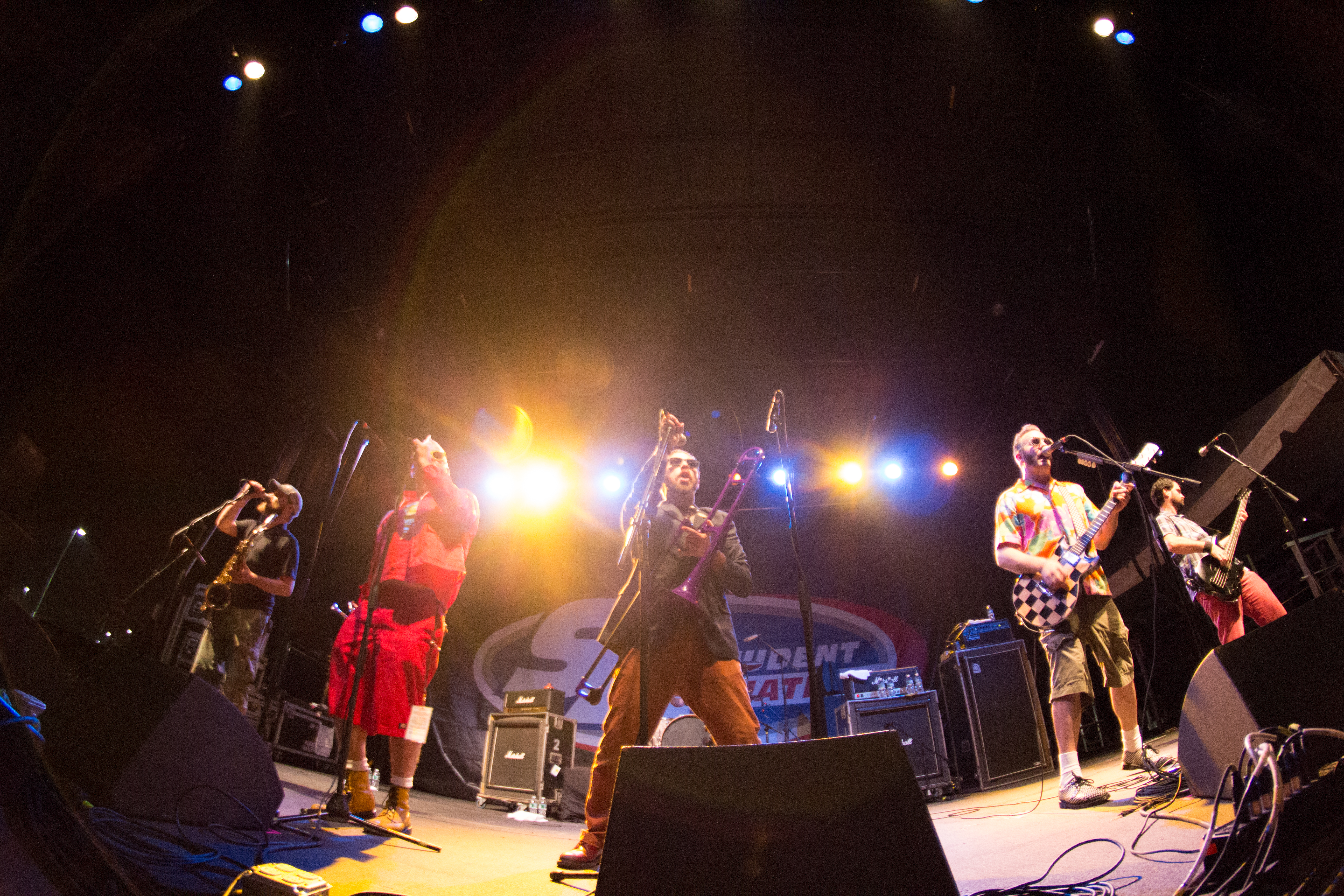
Reel Big Fish en 2013.

L'année 2007 marque un tournant pour Reel Big Fish, qui se sépare de son label à la suite de diverses tensions quant à la sortie d'un best-of remixé et remasterisé dont le groupe ne voulait pas. Finalement cette séparation se trouve être une bonne nouvelle pour le groupe qui se dit à nouveau enfin pouvoir faire la musique qu'ils aiment sans aucune restriction. C'est ce qu'ils essaient en tout cas de faire avec la sortie de Monkeys for Nothin' and the Chimps for Free qui sort durant l'été 2007, et qui se trouve effectivement à nouveau parfaitement dans le ton « décalé » qu'on leur connaît. Ils passent une bonne partie de leur année à tourner avec Less than Jake et Streetlight Manifesto aux États-Unis. Le 19 décembre 2007, le groupe annonce sa venue au Warped Tour de 2008.
Reel Big Fish publie un nouvel album studio le 29 janvier 2009. Il s'intitule Fame, Fortune and Fornication, et comprend 10 reprises. Un autre album, A Best of Us for the Rest of Us, avec un disque de 22 chansons recomposées et un disque de 14 chansons « skacoustic » produites par le chanteur Aaron Barrett, est publié le 20 juillet 2010. Une version longue de l'album, A Best of Us for the Rest of Us (Bigger Better Bonus Deluxe Version), est publiée le 21 juin 2011. Le groupe annonce aussi un autre album, enregistrant des chansons à la fin de 2010. Le groupe enregistre un DVD au Grove d'Anaheim, en Californie, le 4 janvier 2009 ; qui est publié le 21 juillet 2009 sous le titre Reel Big Fish Live! In Concert!. Aaron Barrett annonce un nouvel album avec de nouvelles chansons pour la fin 2011. Aaron annonce par la suite préférer une sortie pour les vacances. Le 11 janvier 2011, le groupe annonce le départ de Scott Klopfenstein qui voudra se consacrer à sa famille. Matt Appleton de Goldfinger annonce la venue de Scott à leur tournée spéciale vingt ans.
En mars 2012, Reel Big Fish annonce sur Facebook l'album Candy Coated Fury, qui devait à l'origine être intitulé Honk If You're Horny. Il est publié le 31 juillet 2012.
Le 21 octobre 2013, le groupe annonce le départ du tromboniste Dan Regan. Reel Big Fish annonce une tourné eirlandaise et britannique en tête d'affiche avec en soutien Less than Jake, et Zebrahead au début de 2014. En novembre 2014, Reel Big Fish annonce un nouvel EP, Happy Skalidays pour le 15 décembre 2014. 
En février 2015, le groupe annonce la pause de Ryland Steen qui jouera au sein du groupe America. Il est remplacé en été par Edward Larsen de Suburban Legends. En avril 2017, le groupe joue au House of Blues d'Anaheim.

## Membres

### Membres actuels
- Aaron Barrett - chant, guitare (depuis 1992)
- Dan Regan - trombone, chœurs (depuis 1994)
- Derek Gibbs - basse, chœurs (depuis 2007)
- John Christianson - trompette, chœurs (depuis 2004)
- Ryland Steen - batterie (depuis 2005)
- Matt Appleton - saxophone, chœurs (depuis 2011)

### Anciens membres
- Ben Guzman - chant (1992-1994)
- Zach Gilltrap – claviers, synthétiseur (1992-1994)
- Lisa Smith – guitare (1992-1994)
- Eric Vismantes – trompette (1994)
- Stephan Reed – saxophone  (1994)
- Robert Quimby - trombone (1994-1995)
- Adam Polakoff - saxophone (1994-1995)
- Andrew Gonzales - batterie (1992-1998)
- Grant Barry - trombone (1995-1998)
- Tavis Werts - trompette (1994-2001)
- Carlos de la Garza - batterie (1999-2003)
- Tyler Jones - trompette (2001-2004)
- Justin Ferreira - batterie (2003-2005)
- Matt Wong - basse, chœurs (1992-2007)
- Scott Klopfenstein - cuivres, guitare, basse, piano, chœurs (1995-2011)

## Discographie

### Albums studio
- 1995 : Everything Sucks (réédité en 2000)
- 1996 : Turn the Radio Off
- 1998 : Why Do they Rock So Hard?
- 2002 : Cheer Up!
- 2005 : We're Not Happy 'til You're Not Happy
- 2007 : Monkeys for Nothin' and the Chimps for Free
- 2009 : Fame, Fortune and Fornication
- 2012 : Candy Coated Fury
- 2018 : Life Sucks... Let's Dance!

### Démos
- 1992 : In The Good Old Days...
- 1994 : Return of the Mullet
- 1994 : Buy This!

### Split et EP
- 1997 : Keep Your Receipt
- 2002 : Sold Out
- 2007 : Duet All Night Long (split)

### Album live
- 2006 : Our Live Album Is Better than Your Live Album

### Vinyles
- Vacationing In Palm Springs
- Teen Beef

### Compilations
- 2000 : Viva La Internet/Blank
- 2002 : Favorite Noise
- 2006 : Greatest Hit... and More
- 2010 : A Best of Us for the Rest of Us

### Apparitions
- 1999 : Where is My Mind? - A Tribute to the Pixies - avec Gigantic
- 2005 : Dead Bands Party: A Tribute to Oingo Boingo - avec We Close Our Eyes
- Take Warning: The Songs of Operation Ivy - avec Unity
- The Duran Duran Tribute Album - avec Hungry Like the Wolf
- BASEketball Original Sountrack - avec Take on Me, et Beer
- The Wild Thornberrys Soundtrack - avec Monkey Man
- Metalliska - avec Kiss Me Deadly
- Samba De Amigo - Take on Me
- Go Cat Go! A Tribute to Stray Cats - avec Stray Cat Strut

### DVD
- Episode 8 - The Show Must Go Off! Reel Big Fish - Live at the House of Blues (2003)
- You're All In This Together (DVD) (2006)
- Live! In Concert (DVD)! (2009)